# Вилла Корделлина
Вилла Корделлина, Вилла Корделлина-Ломбарди (итал. Villa Cordellina, Cordellina Lombardi) ) — вилла (загородный дом), расположенная в Монтеккьо-Маджоре, в нескольких километрах к западу от Виченцы, провинция Виченца области Венето. Построена в 1735—1742 годах по проекту венецианского архитектора Джорджо Массари.

## История
Карло Корделлина Молин, известный венецианский юрист, начал работу над виллой в Монтеккьо-Маджоре, перестраивая старинный дом, унаследованный от дяди Молина, около 1735 года. Архитектурный проект был поручен венецианскому архитектору Джорджо Массари, который вдохновлялся постройками выдающегося архитектора эпохи итальянского Возрождения Андреа Палладио. Основные строительные работы продолжались с 1735 по 1742 год, отделка интерьеров была завершена около 1760 года. В разработке проекта также участвовал архитектор Франческо Муттони.
В 1743 году в работах участвовал известный живописец Джамбаттиста Тьеполо, способствовавший украшению главного зала виллы двумя большими фресками, вдохновлёнными эпизодами древнеримской истории. Сцены соответственно изображают римского полководца Сципиона Африканского на высоком троне, который после битвы возвращает невесту жениху вместо того, чтобы держать её в качестве рабыни («Великодушие Сципиона») и македонского царя Александра Великого, пощадившего семью побеждённого царя Дария. На потолке изображён «Триумф Добродетели и Благородства, побеждающих невежество». Над дверями по сторонам представлены аллегории «Четырёх континентов»: Европы, Азии, Африки и Америки. О подробностях иконографической программы росписей виллы свидетельствует письмо, которое художник отправил своему другу Франческо Альгаротти, где рассказал о ходе своей работы.
Вилла оставалась собственностью Лодовико Корделлина, сына Карло, до первых десятилетий XIX века, когда она была объединена со школой-интернатом Лодовико Корделлина, а затем переоборудована из общежития учащихся в предприятие по разведению тутового шелкопряда.
В 1943 году вилла перешла во владение графа Гаэтано Марцотто, а в 1954 году — к доктору. Витторио Ломбарди, который обеспечил общую реставрацию зданий и реконструкцию садов.
В 1966 году Анна Мария Ломбарди, вдова доктора Витторио, продала виллу и пристроенную к ней капеллу администрации провинции Виченца. Благодаря непрерывным работам по восстановлению здания и реставрации фресок, начатым после войны, в последние годы этому месту вернули былое великолепие благодаря обновлению зданий и переустройству садов.
Вилла в настоящее время используется в качестве представительной резиденции муниципалитета провинции Виченца, который продолжил реставрационные работы. Комплекс зданий используется для проведения конференций, концертов и иных культурных мероприятий.

## Архитектура
Архитектурный ансамбль виллы включает усадебный дом, служебные галереи-баркессы (итал. barchessa — «лодочка») с двумя башнями и вспомогательные постройки, все вместе образующие U-образный план с обширным внутренним двором. Центральный портик с широкой лестницей и четырьмя колоннами ионического ордера возведены Массари в стиле Андреа Палладио. Портик увенчан фронтоном со статуями и гербом семьи Корделлина (три сердца с цветами льна) в тимпане. Внутри вокруг центрального зала симметрично расположены комнаты и две лестницы.

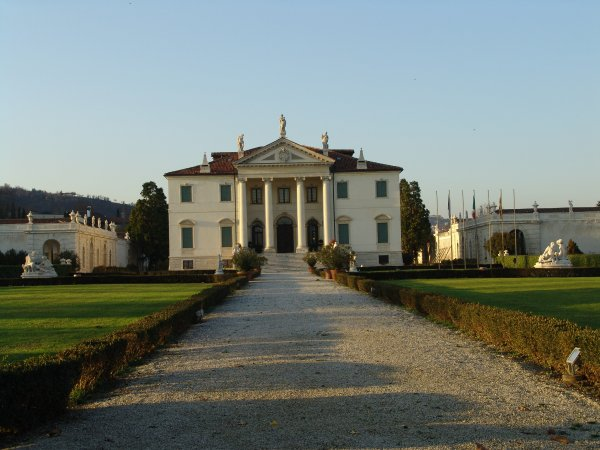
Общий вид виллы
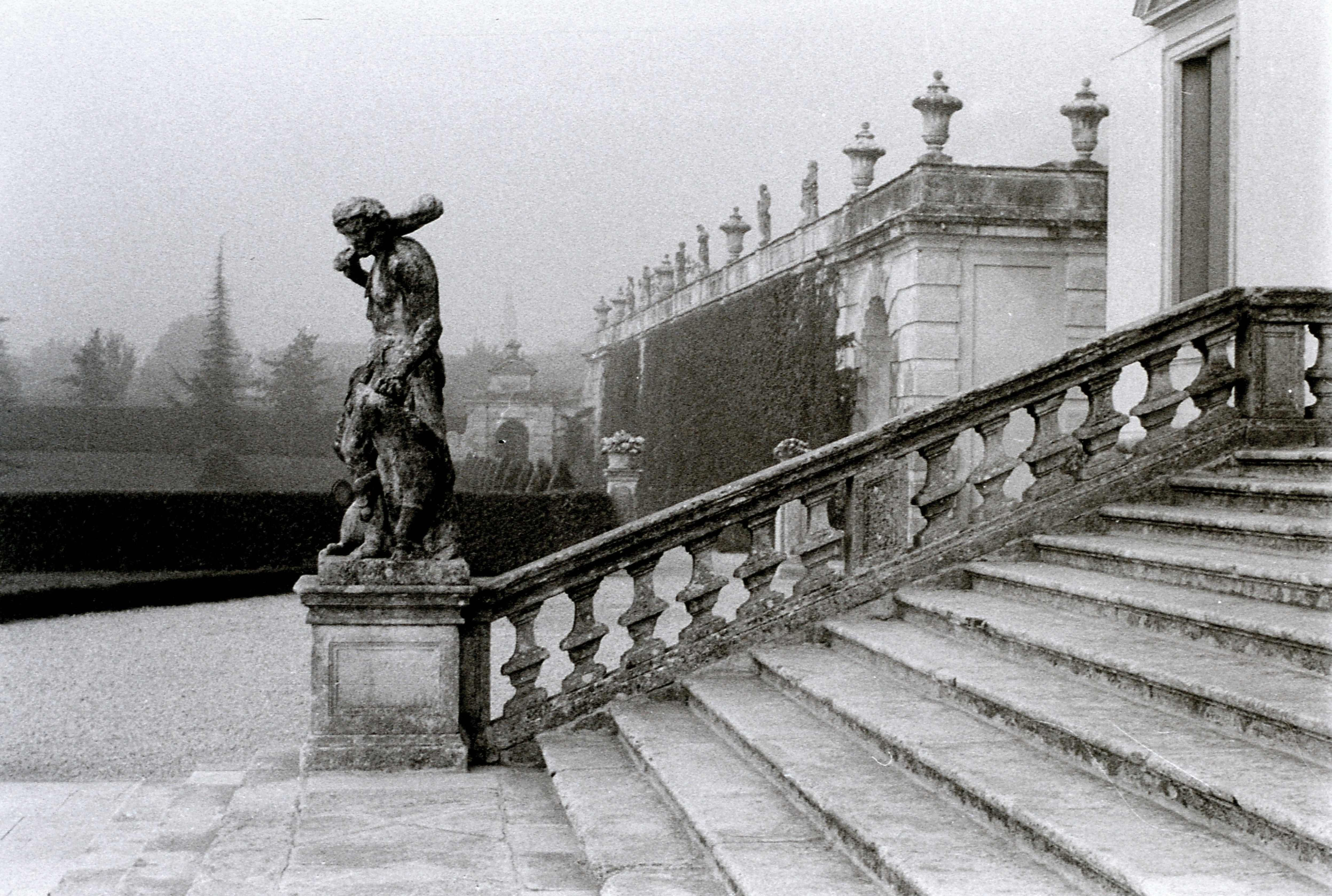
Лестница. Фотография 1961 г.
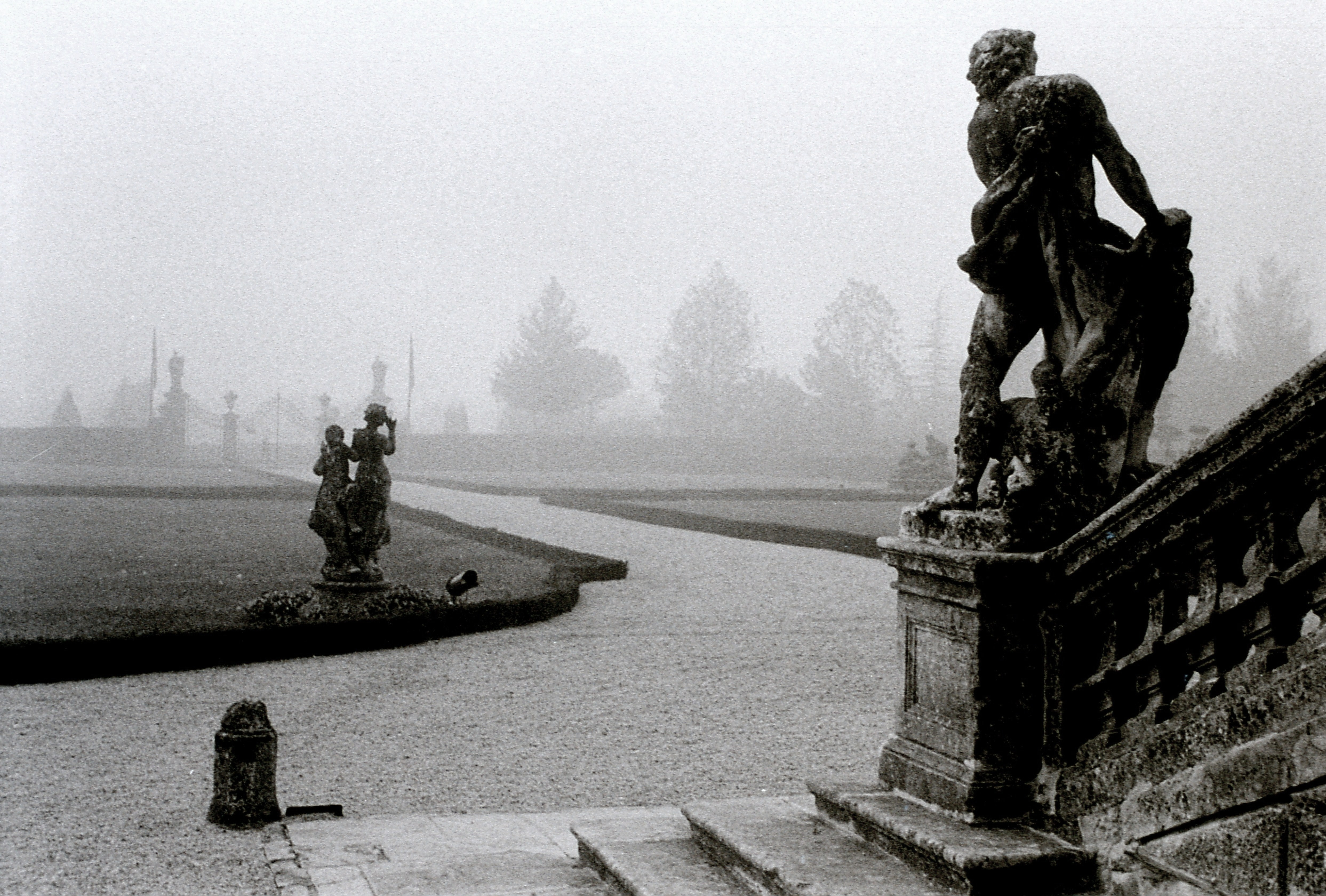
Парк. Фотография 1961 г.
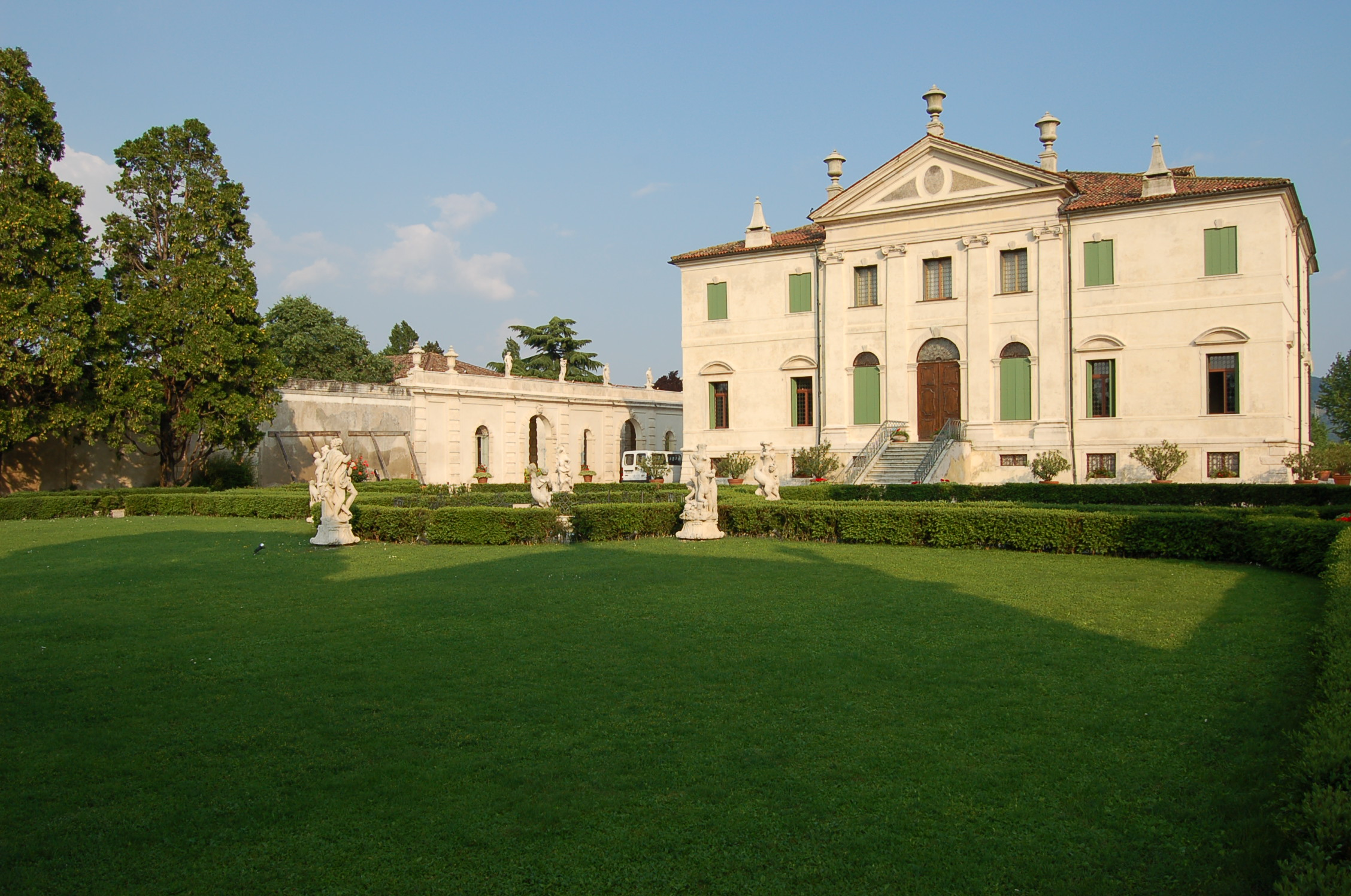
Парковый фасад главного здания
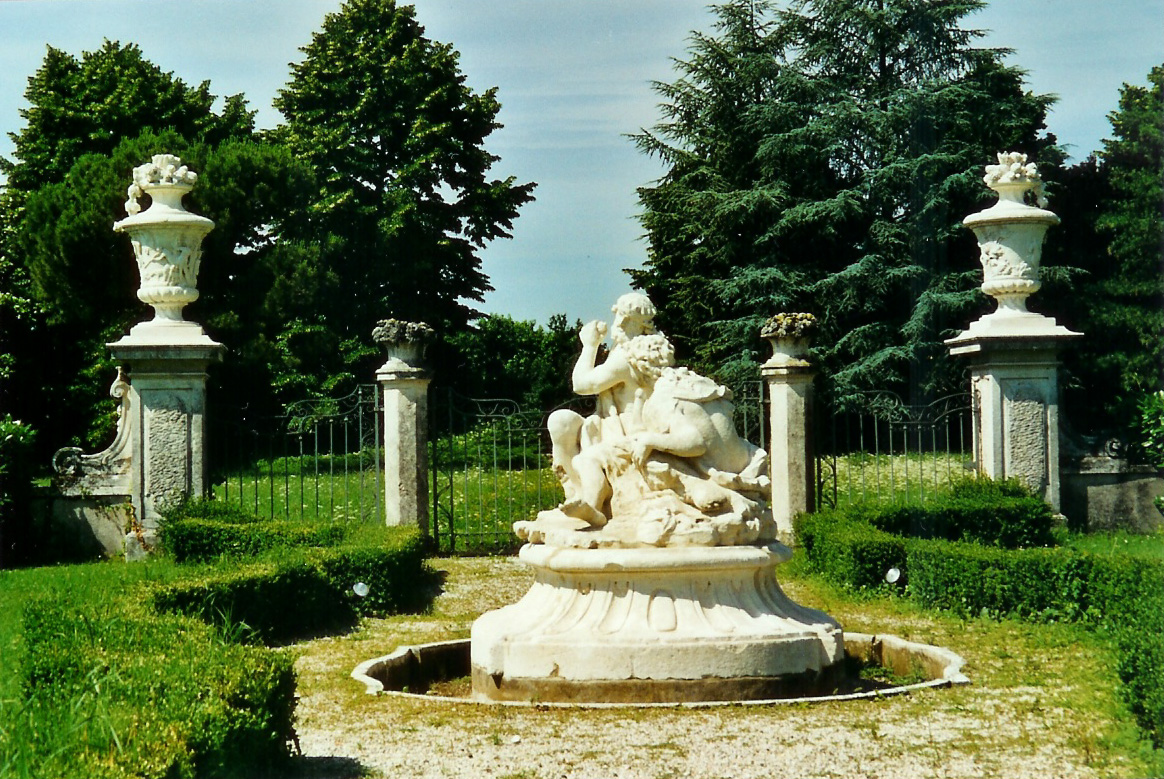
Историческая часть сада

## Фрески Дж. Б. Тьеполо. 1743—1744

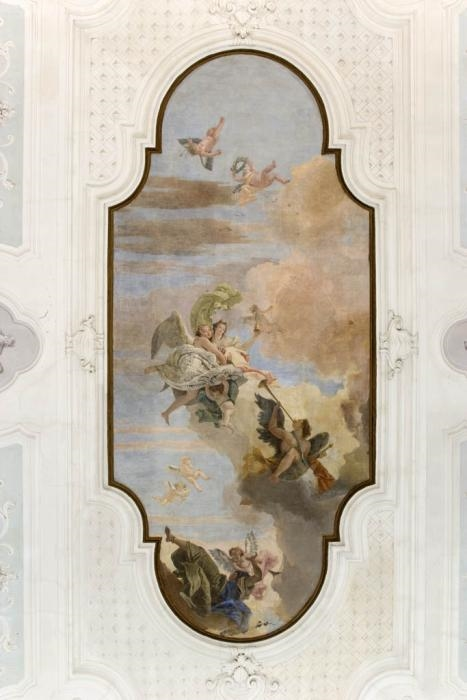
Триумф Добродетели и Благородства, побеждающих невежество. Роспись плафона
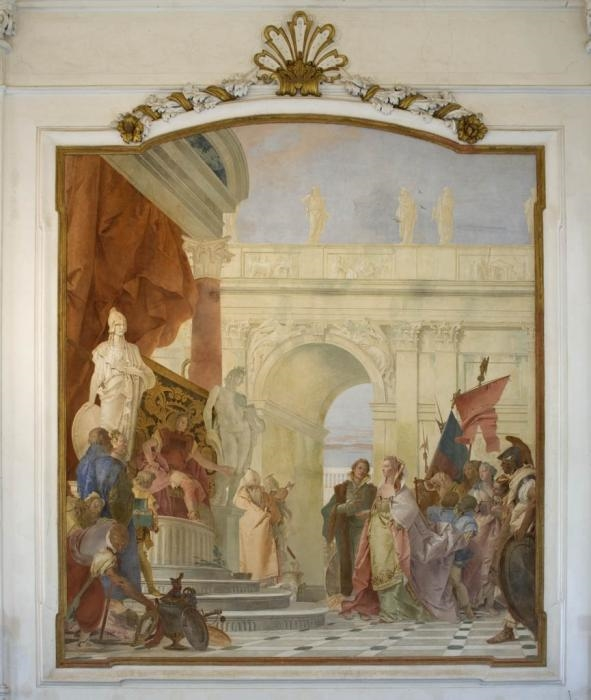
Великодушие Сципиона
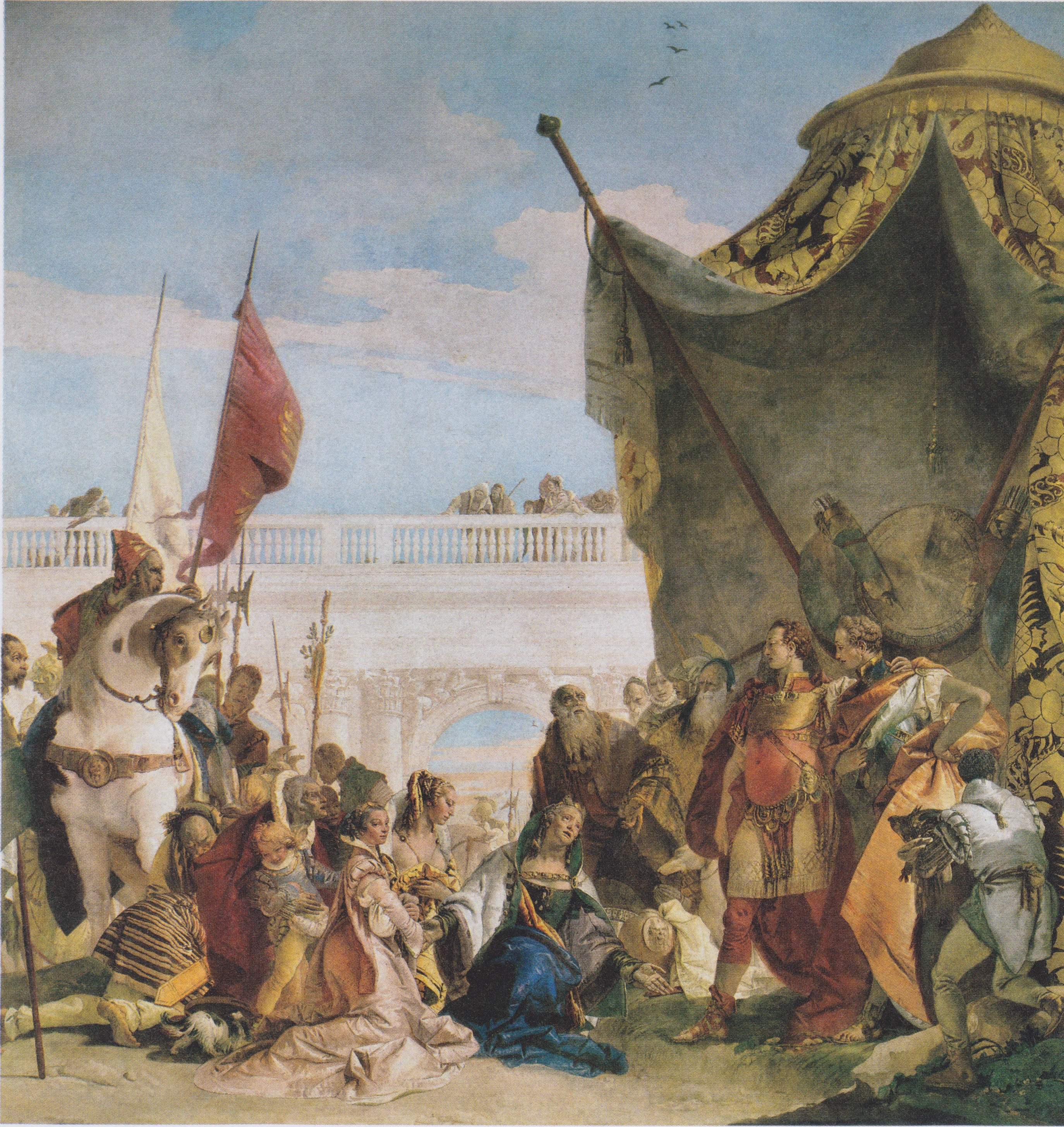
Семья Дария перед Александром
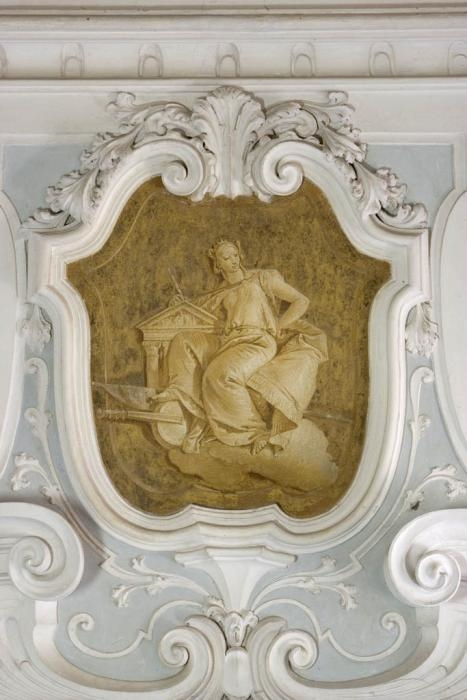
Европа. Одна из аллегорий Четырёх континентов
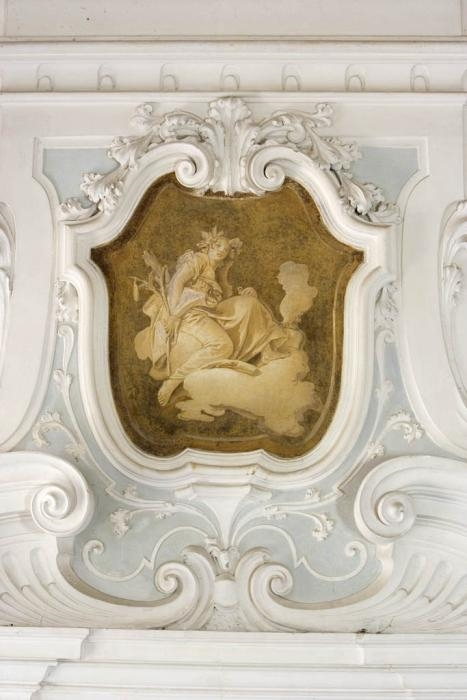
Африка
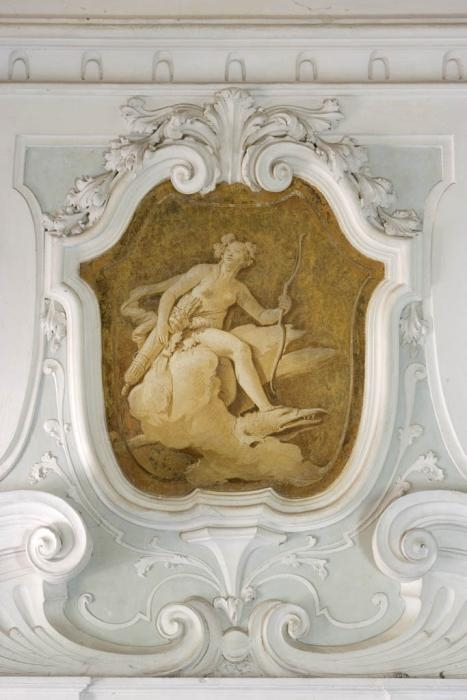
Америка
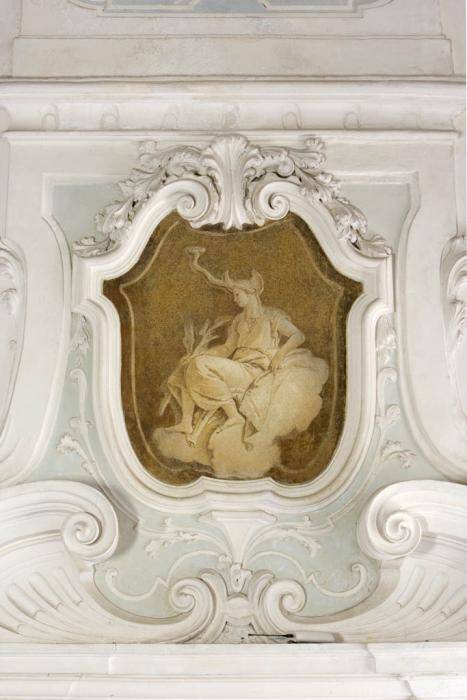
Азия